# هنري دوتيو
هنري دوتيو بالفرنسية Henri Dutilleux (و. 22 يناير 1916 – ت. 22 مايو 2013) مؤلف موسيقي فرنسي عمل في النص الثاني من القرن العشرين.
واحد من الشخصيات الأساسية في الموسيقى الفرنسية الحديثة، لكن نقده الذاتي الحاد كان يعني أن سمعته تعتمد على كم صغير نسبيا من الأعمال. مثل مسيان معاصره الأكبر سنا، لم يتوانى عن كتابة موسيقى ثرية بأصوات غريبة، وإيقاعات حسية مضيئة. لكن عكس مسيان، عمل دوتايو يكشف عن اهتمام بالأشكال التقليدية، التي سعى لتجديده في ضوء انبهاره بعمل الزمن والتذكرة.
ولد دوتايو في أسرة فنية جدا في أنجيرز بفرنسا. في صباه، استقرت الأسرة في دوياي وبعد وقت قصير من نصيحة جد هنري وهو مؤلف موسيقي تعلم على يد سان صانز وكان صديق مدى الحياة لفوريه – أن يدرس في المدرسة الموسيقية المحلية. تدريبه الموسيقي استمر في كونسرفتوار باريس، حيث نال جائزة روما عام 1938 بعمل كنتاتا. في الظروف الطبيعية – كانت الجائزة تملي فترة 4 سنوات إقامة في روما لكن دوتايو مكث هناك فقط لأربعة أشهر بسبب ضغط أحداث التي أدت للحرب العالمية الثانية. سجل كحامل محفة في الجيش. بعد إنهاء الحرب عمل لفترة قصيرة (سيد كوراس) في أوبرا باريس، قبل الانضمام إلى فريق عمل إذاعة فرنسا عام 1943 ومنذ عام 1945 عمل مدير إنتاج موسيقي هناك، حيث استقال عام 1963 للتركيز على التأليف الموسيقي.
ديتايو الآن يعتبر أعماله الأولى مشتقة من فوريه وديبوسي ورافيل فلا تستحق الاحتفاظ بها ورفض تقريبا كل الموسيقى التي كتبها قبل «سوناتا البيانو» 1947. كما يعتبر عمله قبل تلك الفترة قريب جدا لنمط من الموسيقى الفرنسية الترفيهية المليئة بالسحر والأناقة والذكاء. مع «سوناتا البيانو» التي كتبها لزوجته، عازفة البيانو جنيفييف جوس، وجد صوتا خاص به.
أغلبية أعمال دوتيو الناضجة تتميز بتقنية ذات تنوع متطور أحب تسميته «النمو التقدمي». إلى حد ما مشتق من قراءته لروايات مارسيل بروست، هذا يتعلق بالتطور التدريجي للخلايا اللحنية أو الإيقاعية الصغيرة إلى ألحان تظهر ثانية عبر ما – بالتعارض مع ذكر لحن مكون بالكامل عند افتتاح كل حركة. هذه سمة هامة في موسيقاه منذ الحركات الثالثة والرابعة المرتبطة لحنيا في سيمفونيته الأولى (1950-1951).

## أشهر أعماله

### السيمفونية رقم 1 و2
انشغال دوتيو بالذاكرة، إضافة إلى شغفه الواضح بخلق سياقات موسيقية غنية ولامعة يعني أن أعماله الأوركسترالية الكبرى تبدو تستحضر منظرا طبيعيا به أحلام. السيمفونية رقم 1 مثال على هذا: ثمة شعور مميز بالدوران كأن الإيماءات الآلية المذهلة والجدالات الموسيقية دوما تعيدك لنفس المكان.
سيمفونية رقم 2 - “الشبيه" – رائعة دوتيو الأوركسترالية. بدأها عام 1955 لكن لم يكملها حتى عام 1959، دونها للأوركسترا الكبير مع مجموعة منفصلة من 12 عازف صولو (بمن فيهم الهاربسكورد والسليستا) تقع حول المايسترو. هذا يقترح شكل الكونشرتو جروسو في عصر الباروك، لكن دوتيو ما كان في ذهنه أوركسترا لها "شبيه" مع كل الصفات عدم التكيف التي يقترحها هذا. في النسخ النهائية من المقطوعة، استبدل دوتيو الهارموني المقامي المستقر الذي انهى أصلا بتآلف أكثر غموضا، بالتالي يؤكد على الصفة المتسائلة للموسيقى.

### عالم بعيد كامل
في أوائل الستينات كلف دويتيو بكتابة نوتة لباليه اعتمد على مجموعة قصائد حسية كئيبة للشاعر بودلير. في النهاية انسحب من المشروع، معتبرا القصائد غير مناسبة لسيناريو لباليه. لكن استجابته للشعر في النهاية وجدت التعبير الموسيقي في عمل «عالم بعيد كامل»، كونشرتو للتشيللو والأوركسترا كلفه به عازف التشيللو الروسي العظيم مستسلاف روستروبفتش وكتبه ما بين عامي 1967 و1970. أضاف دوتيو النقوش المأخوذة عن قصائد بودلير لكل من الخمس حركات للعمل، رغم أن هذه أضيفت بعد إعادة التفكير – الموسيقى تسكن نفس العالم الخيالي كالشعر بدلا من توضيحه. هذا عالم حسي وغامض حيث يتجول العازف الصولو، ومثلما في السيمفونية الأولى – تظهر الموسيقى من الصمت الذي تحول إليه في النهاية. التطور التقدمي مرة أخرى يظهر مع الحكتين البطيئتين في الكونشرتو الموجودين بالفعل في الأولى.

### بالتالي حل الليل
من كل أعمال دوتيو، رباعيته الوترية "بالتالي حل الليل"، تبدو الأكثر اهتماما بالزمن والذاكرة، وفي هذا الصدد، الأكثر مديونية لقراءته لبروست. كتبه ما بين 1973 و1976، يضم الرباعي أربع أقواس تتداخل بين أول خمسة من حركاتها السبعة. هذا إما تتوقع أو تذكر بالمواد الموجودة في مكان آخر في العمل، مما يسهم بالعلاقات المتداخلة المتعددة للرباعية. الموسيقى في كل الأوقات تعبيرية في نبرتها وتظهر معرفة برباعيات بارتوك وألبان بيرج وأنطون فيبرن، شيئا خاص به كليا. “بالتالي حل الليل" يحتوي على عدة إيماءات مثيرة بجمال وألوان لحنية – دائما توحي بعالم ليلي غماض – إضافة إلى تنوع مذهل وبنائي خيالي بشدة.

## روابط خارجية
- هنري دوتيو على موقع IMDb (الإنجليزية)
- هنري دوتيو على موقع الموسوعة البريطانية (الإنجليزية)
- هنري دوتيو على موقع مونزينجر (الألمانية)
- هنري دوتيو على موقع ميوزك برينز (الإنجليزية)
- هنري دوتيو على موقع أول ميوزيك (الإنجليزية)
- هنري دوتيو على موقع ديسكوغز (الإنجليزية)
- هنري دوتيو على موقع قاعدة بيانات الفيلم (الإنجليزية)